# Baeolophus
Baeolophus es un género de aves paseriformes perteneciente a la familia Paridae. Todas son nativas de América del Norte.  Anteriormente la mayoría de las autoridades lo clasificaban como un subgénero dentro del género Parus, pero el tratamiento como un género distinto iniciado por la Unión Americana de Ornitólogos es ahora ampliamente aceptado.

## Especies
Contiene las siguientes especies:
- Baeolophus bicolor - herrerillo bicolor;
- Baeolophus atricristatus - herrerillo crestinegro – anteriormente incluido en B. bicolor;
- Baeolophus wollweberi - herrerillo embridado;
- Baeolophus inornatus - herrerillo unicolor;
- Baeolophus ridgwayi - herrerillo de Ridgway – anteriormente incluido en B. inornatus.